# Josmar
Josmar, también conocido como Josmar Gerona, es un cantante, productor musical y estrella mediática española conocido sobre todo por sus intervenciones en programas televisivos de variedades.

## Biografía
Nacido el 29 de julio de 1975 en Gerona (España), se hizo popular por la interpretación del tema "És superfort" (del catalán "Es superfuerte") en el programa de televisión Malalts de tele, de TV3. En este programa, dirigido por Toni Soler, se pretendía conseguir una candidatura de Cataluña en el concurso de Eurovisión, con Josmar como representante. La iniciativa fue acompañada de una gira con actuaciones diarias en diferentes pueblos de Cataluña, que tuvieron un éxito relativo. La gira acabó en la Plaza Real de Barcelona donde congregó unos 3000 seguidores. Finalmente no se obtuvo la candidatura, pero Josmar viajó a Birmingham, que es donde se celebraba el festival.
Nació como personaje público a través del programa de televisión "El semáforo", en 1994.
En 1998 edita el sencillo I Love You, que casualmente fue el que compuso con tan solo 12 años, bajo el sello discográfico Blanco y Negro con una buena acogida por el público. Ese mismo año prueba suerte como conductor de televisión para una cadena local en Sabadell, "Canal 50", a la que actualmente se conoce como Canal Català. El programa se titulaba Toni Ruiz y Cia , y en él Josmar presentaba una sección del corazón titulada La portería. A finales del 1999, Josmar decide emprender su carrera como productor musical.
En el año 2000 edita su siguiente sencillo "Girls", que sería su primera producción musical con la que se daría a conocer más tarde en el resto de Europa y en Nueva Zelanda. bajo el sello de "Moder music". En ese año Josmar Gerona ficha como colaborador en Los 40 Principales en el programa despertador Anda Ya, solo estuvo un año como colaborador porque en 2001 fichó por Radio Flaixbac en el programa despertador "El matí i la mare que él va parir" (del catalán "La mañana y la madre que la parió") 
En 2003 Ficha por RAC 105, emisora del grupo Godó en Cataluña, para colaborar en el espacio matinal "Fricandó matiner" hasta el 2011, año en que decide dejar de colaborar en el programa para emprender otros proyectos en el mundo del cine y la televisión.
En 2004 participó en la película FBI: Frikis Buscan Incordiar de Javier Cárdenas, colaborando también en el disco que acompañaba la película, titulado "Los Frikis". En 2005 produce y edita Hot boy, esta vez bajo su propio sello discográfico, M.A Nagement (actualmente Geromax Music Productions). Y, en 2008, funda el canal de televisión por internet "Seven Television" donde conduce espacios de producción propia además de otros contenidos de terceras partes.
En 2010,  y después de 2 años de ausencia musical, regresa con un nuevo trabajo que lleva por título "Ragazza" al que seguirá, en 2011, "Kisses", con el mismo éxito que el anterior. En 2012 se atreve a realizar una versión de "Kiss", tema que en la década de los ochenta fuera interpretado por el cantante "Prince", quien lo hizo mundialmente conocido.
Josmar sigue compaginando su labor como productor audiovisual, musical, actor y presentador de televisión.

## Discografía
| Año  | Álbum      |
| ---- | ---------- |
| 1998 | I Love You |
| 2003 | Girls      |
| 2005 | Hot boy    |
| 2010 | Ragazza    |
| 2011 | Kisses     |
| 2012 | Kiss       |

## Cine y televisión
| Año  | Película                                                                      |
| ---- | ----------------------------------------------------------------------------- |
| 2004 | FBI: Frikis Buscan Incordiar                                                  |
| 2004 | Connection Time (programa TV)                                                 |
| 2009 | Seven News Special (programa de televisión online)                            |
| 2010 | VIE, Vida Intel·ligent a l'Espai (del catalán Vida Inteligente en el Espacio) |
| 2010 | VIE, Vida Intel·ligent a l'Espai (serie TV)                                   |
| 2012 | David mi amigo (serie TV)                                                     |
| 2012 | Zombies vegetarianos                                                          |
| 2013 | Cupatges TV (programa TV)                                                     |
| 2013 | Scalletti Girona connection (webserie)                                        |
| 2014 | Final de carrera (cortometraje)                                               |